# 黑點矛麗魚
黑點矛麗魚，為輻鰭魚綱鱸形目隆頭魚亞目慈鯛科的其中一種，分布於南美洲巴西Xingu河流域，體長可達22公分，棲息溪流中底層水域，生活習性不明。

## 擴展閱讀
維基物種上的相關：黑點矛麗魚